# Frank Edwards
Frank Edwards (Mattoon, 4 agosto 1908 – 23 giugno 1967) è stato un giornalista e saggista statunitense.
È stato uno dei primi annunciatori radiofonici professionisti. Ha scritto vari libri sugli UFO e i fenomeni paranormali.

## Biografia e carriera
Nato in Illinois, Edwards cominciò a lavorare fin dagli anni venti in una delle prime stazioni della radio, la KDKA AM, diventando uno dei primi annunciatori radiofonici di professione. Durante gli anni trenta ha continuato la sua carriera alla radio, ma ha anche svolto vari altri lavori, compresa una breve parentesi come giocatore professionista di golf.
Durante la Seconda guerra mondiale fu ingaggiato dal Dipartimento del Tesoro degli USA per promuovere la vendita di buoni del tesoro. Dopo la fine della guerra un'emittente radiofonica, la Mutual Broadcasting System, gli affidò la conduzione di un programma sponsorizzato dall'American Federation of Labor (AFL). Il programma fu un successo ed Edwards acquistò una popolarità nazionale.
Nel 1948 cominciò il suo interesse per gli UFO a seguito della lettura dell'articolo "I dischi volanti sono reali", scritto per una rivista da Donald E. Keyhoe e inviato a Edwards prima della pubblicazione. A seguito di ciò, cominciò ad interessarsi dell'argomento anche da un punto di vista professionale e a menzionare gli UFO nei suoi programmi radiofonici.
Nel 1954 fu licenziato dalla radio per ragioni che rimangono incerte. Alcuni ritennero che il suo interesse per gli UFO fosse una delle motivazioni, ma il suo amico ed editore Lyle Stuart rivelò successivamente che il presidente dell'AFL George Meany aveva chiesto insistentemente ad Edwards di non menzionare nei suoi programmi i capi di un'organizzazione concorrente, il Congress of Industrial Organizations (CIO); il giornalista rifiutò e fu licenziato. Nonostante le numerose lettere di protesta dei suoi simpatizzanti, Edwards non fu reintegrato.
Dopo il licenziamento dalla Mutual Broadcasting System, Edwards continuò a lavorare alla radio, per piccole stazioni locali, creando e conducendo il programma Stranger Than Science, dedicato agli UFO a ai fenomeni fortiani. Nel 1955 passò alla televisione, lavorando come commentatore per la stazione televisiva WTTT con sede a Indianapolis. Nel 1956 pubblicò il suo primo libro, intitolato My First 10,000,000 Sponsor. Nel 1958 il programma di Edwards fu il soggetto di un esperimento di pubblicità  subliminale: nel film che precedeva il programma fu inserito il messaggio subliminale "Guardate Frank Edwards", alternandolo con un messaggio simile per la pubblicità della pancetta; fu constatato che tali messaggi non cambiarono le abitudini dei telespettatori. Si ignora se Edwards fosse al corrente degli esperimenti. Edwards rimase in televisione fino al 1959 e vi ritornò tra il 1961 e il 1962. Nel 1959 pubblicò il libro Stranger Than Science, raccolta delle trasmissioni del suo omonimo programma radiofonico.
Nel 1964 lavorò alla stazione radio WXLW, anch'essa in Indianapolis; nel 1965 lavorò alla stazione televisiva WLWI. Nel 1966 fece un'apparizione nel programma di Johnny Carson intitolato Tonight Show.
Edwards morì nel 1967 per un attacco cardiaco. Uno dei miti dell'ufologia è che sia morto il 24 giugno, esattamente 20 anni dopo il famoso l'avvistamento di Kenneth Arnold; in realtà, Edwards morì il 23 giugno pochi minuti prima di mezzanotte e l'annuncio fu dato il successivo 24 giugno durante un congresso di ufologia a New York.

## Libri pubblicati
- My First 10,000,000 Sponsor, Ballantine Books, 1956
- Stangest of All, Lyle Stuart, New York, 1956
- Stranger Than Science, Lyle Stuart, New York, 1959
- Strange People, Lyle Stuart, New York, 1961
- Strange World, Lyle Stuart, New York, 1964
- Flying Saucers - Serious Business, Lyle Stuart, New York, 1966
- Flyng Saucers - here and Now!, Bantam Books, 1968 (pubblicato postumo)